# 제4회 부산독립영화제
제4회 부산독립영화제는 2002년 11월 1일에 열린 시상식이다.

## 수상 및 후보

### 공식상영작
- 오! 돼지 힘을 발견하다 - 백상빈
- 풀문 인 차이나 - 김선영
- 나들이 - 김선경
- 아름다운 한 때 - 정교선
- 강씨의 하루 - 박지후
- 진화된 인간의 죽음 - 이주영
- 깡 - 김성원
- 빗방울 전주곡 - 손상준
- 매니큐어 - 이재은
- 빛과 그림자 - 전주협
- 뒤통수 후리려다.. 후림 당하다 - 박준범
- 하우스 - 박옥래
- 광주 짧은 여행의 기록 - 김백준
- 검은 폭소 철수의 양심선언 - 임태용
- 우리들의 반듯한 영웅 - 이장희
- 링거 - 박석민
- 고해 - 정재영
- 소리 찾기 - 박지원
- 손톱 깎기 - 김경태
- 반사놀이 - 김아롱
- 배팅볼 - 남진우
- 기생충 - 박민재
- 예쁜 강아지 - 이도형
- 초롱이의 일기 - 이수응
- 양떼구름 - 송진희
- 산복도로에서 산복도로를 읽다 - 김희진
- 너는 왜 남자를 사랑해 - 김로사
- 살아남은 자의 슬픔 - 김동우
- 유리 - 박주영
- 리비도 - 이장희
- 자경문 - 박영석
- 못말리는 봉팔이 - 정교선
- 해피 데이 - 이지웅
- 몽 - 정세연
- 불꽃놀이 - 김미영
- 만나고 헤어지고 - 권영인
- 힙합정신 - 노승원
- 문을 열면 바람이 불어온다 - 이태구
- 꿈은 이루어진다 - 박후석
- 주어진 시간 - 최우영
- 일옆락 - 손종현
- 기사 한센 - 조정원
- 추락 - 이상두, 권희라
- 나른한 오후 - 장채석
- 천사의 눈물 - 정미진, 심미정, 김현리
- 스마일 어게인 - 박지훈
- 허무 - DK김태균
- 물만골 - 김이수, 정재철
- 나는 다큐멘타리 감독이 되고 싶었다 - 이은아
- 다섯살 인섭이 다섯살 엄마 - 손현미, 강호진
- 사람들 - 이현정
- 방황 - 김영조
- 끝나지 않을 기다림 - 박진희

### 특별초청작
- 탐폰설명서 - 성새론
- 연애에 관하여 - 김지현
- 자살비디오 - 최양현
- 삶은 달걀 - 황철민
- 굿 로맨스 - 이송희일
- 호모 파베르 - 윤은경
- 짜라파파 - 이세련
- 돼지 멱따기 - 정강우
- 목요일 3교시 - 임나무
- 새천년 건강 체조 - 권경원
- 1979년 10월 28일 일요일 맑음 - 권종관
- 이발소 이씨 - 권종관
- 지우개 따먹기 - 민동현
- 외계의 제19호 계획 - 민동현
- 바르도 - 윤영호
- 안다고 말하지 마라 - 송혜진
- 스토리 블라인드 - 변승현
- 숨바꼭질 - 권호영
- 사춘기 - 제창규